# Bodlok oranžovoocasý
Bodlok oranžovoocasý také bodlok běloocasý (Acanthurus auranticavus) je druh tropické ryby z čeledi bodlokovití. Druh byl popsán roku 1956 Johnem Ernestem Randallem.

## Popis  a výskyt
Má tmavě hnědou barvu a okolí prsní ploutve je oranžovohnědé barvy. U ocasní ploutve se nachází oranžová skvrna. Základnu ocasní ploutve tvoří bílý pruh. Před a za zornicí je oranžová skvrnka. Ploutve bodloka oranžovoocasého tvoří 9 tvrdých hřbetních paprsků, 25–26 měkkých hřbetních paprsků, 3 tvrdé řitní paprsky a 23–24 měkkých řitních paprsků. Dosahuje délky max. 45 cm a dožívá se až 30 let. 
Dospělí obývají mělké útesy, a to jak v lagunách, tak i ve vnějších oblastech útesu v hloubce 1–20 m. Často se pohybují ve skupinách s jinými podobnými druhy. Mláďata obývají měkké korály v hloubce 2 m. Domovem tohoto bodloka je západ Indického oceánu; Mosambik, západní Indo-Pacifik, Seychely, Filipíny, Indonésie a Velký bariérový útes. V nedávné době[kdy?] byl nalezen také na Maledivách, v Malajsii a v Samoi.

## Potrava
Bodlok oranžovoocasý se živí jako ostatní bodloci vodními rostlinami, planktonem a dalšími drobnými živočichy.

## Hospodářské využití
Je využíván jako akvarijní ryba. Lze ji chovat ve společnosti jiných bodloků ale potřebuje velký prostor na plavání. Může projevovat mírnou agresivitu.